# Canon Episcopi

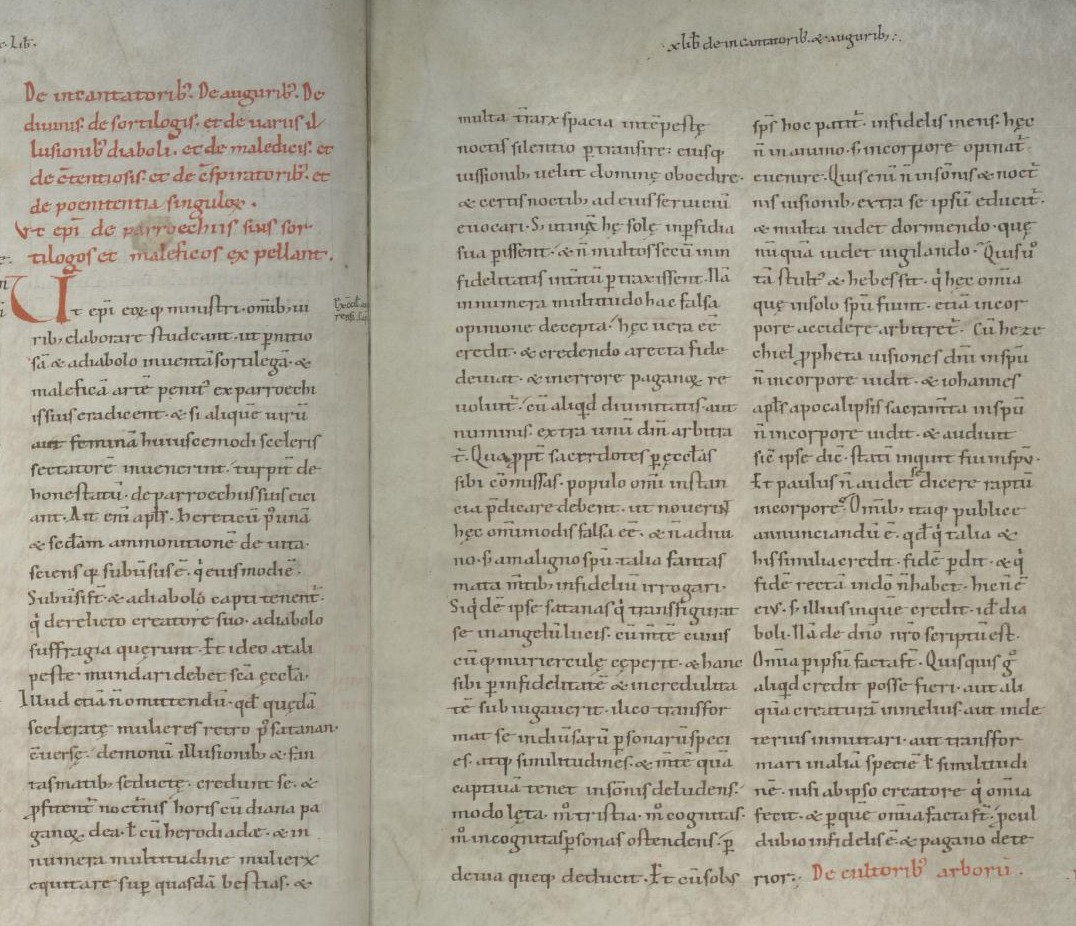
Začátek X. knihy rukopisu díla Decretum Burchardi obsahujícího Canon Episcopi, cca 1020

Canon Episcopi „pravidlo biskupovo“ je konvenční název pro jednu z pasáží objevující se ve středověkém kanonickém právu. Vznikl pravděpodobně v druhé polovině 8. století za vlády Karla Velikého. Text byl opisován v různých sbírkách církevního práva, nejdříve v té Reginona z Prümu z roku 906, později ve sbírce Burcharda z Wormsu a roku 1140 ho převzala Gratiánova dekreta, další významná sbírka církevního práva a později součást kanonického Corporis Juris Canonici.
Canon Episcopi se zaobírá otázkou umění věštění (sortilegam) a magie (magicam). Především pak je prvním textem, který uvádí, že některé  „bezbožné ženy“ se stávají svedeny iluzemi démonů následovnicemi Satana a tvrdí, že za určitých nocí cválají na zvířatech s Dianou, jejich paní. Biskup Burchard z Wormsu tento text citoval zhruba o sto let později ve svém spise Decretum a přidal k Dianě alternativní jméno: Herodiada. Na jiných místech svého díla uvádí dav démonů proměněných v ženy, které lidské ženy následují, zvaný Hilda, překonávání nesmírných vzdáleností, kanibalismus a následné kříšení obětí, bojování mezi mraky a kouzla vzbuzující lásku i nenávist. Jak ve starší, Reginonově, verzi, tak u Burcharda jsou tyto vyjížďky a shromáždění chápána jako čistě imaginární, jako iluze vyvolaná démony, a proto bylo ženám, které v to, že se jich účastní ukládáno pouze pokání. Text výrazně ovlivnil středověké chápání čarodějnictví a magie, a prostřednictvím obrazu „Dianiny společnosti“ i raně novověký obraz čarodějnického sabatu.